# Dům U Černého kříže (Nové Město, Praha)
Dům U Černého kříže na Novém Městě v Praze stojí na západním konci ulice Kateřinská pod návrším, za rohovým domem stojícím v řadě původních úzkých domů. Je chráněn jako nemovitá kulturní památka České republiky.

## Historie
Původní barokní dům na okraji zahrady bývalého kláštera svaté Kateřiny byl ve druhé čtvrtině 19. století nahrazen novým obytným domem s klasicistní fasádou. Celkovou rekonstrukcí prošel v letech 1969–1973.

## Popis
Zděný omítaný dům má dvě jednopatrová křídla a jedno dvoupatrové dvorní křídlo. Střecha je sedlová, krytá pálenou taškou. Fasádu hlavní budovy člení sedm os obdélných oken, lemovaných šambránami. Do hlavní jednopatrové budovy umístěné do ulice je vstup průjezdem se segmentovou valenou klenbou a kamenným schodištěm po pravé straně. Pod pravým křídlem je valeně klenutý sklep ze smíšeného, omítaného zdiva. Prostory přízemí jsou mají klenbu valenou stlačenou, stropy v patře jsou ploché. Na dvorní fasádě se dochovaly arkády pavlačí. Zahrada za domem je ohrazená cihlovou zdí.